# Alessandro Bichi
Alessandro Bichi (Siena, 30 de setembro de 1596 - Roma, 25 de maio de 1657) foi um cardeal do século XVII

## Biografia
Nasceu em Siena em 30 de setembro de 1596. Filho de Vincenzo Bichi e Faustina Piccolomini. Sobrinho do cardeal Metello Bichi (1611). Outros cardeais da família foram Antonio Bichi (1657); Carlo Bichi (1690); e Vincenzo Bichi (1731).
Estudou em Siena..
Tenente do auditor da Câmara Apostólica no pontificado do Papa Urbano VIII. Referendário dos Tribunais da Assinatura Apostólica da Justiça e da Graça..
Eleito bispo de Isola, em 5 de maio de 1628. Consagrado, em 7 de maio de 1628, igreja de S. Pudenziana, Roma, pelo cardeal Luigi Caetani, ex-arcebispo de Cápua (não foram encontradas informações sobre os co-sagrantes). Núncio em Nápoles, 24 de maio de 1628. até junho de 1630. Transferido para a sé de Carpentras, 9 de setembro de 1630. Núncio na França, 20 de setembro de 1630.
.
Criado cardeal sacerdote no consistório de 28 de novembro de 1633; recebeu o gorro vermelho e o título de S. Sabina, em 7 de dezembro de 1637. Participou do conclave de 1644, que elegeu o Papa Inocêncio X. Participou do conclave de 1655, que elegeu o Papa Alexandre VII..
Morreu em Roma em 25 de maio de 1657, perto das 22 horas. Exposto e enterrado em seu título.